# 23-тя зенітна дивізія (Третій Рейх)
23-тя зенітна дивізія (нім. 23. FlaK-Division) — зенітна дивізія Вермахту, що діяла протягом Другої світової війни у складі Повітряних сил Третього Рейху.

## Історія з'єднання
23-тя зенітна дивізія сформована 10 жовтня 1943 року під командуванням оберста Ганса-Вільгельма Фіхтера. Для цього був використаний особовий склад розформованої 22-ї авіапольової дивізії Люфтваффе. З 7 грудня 1943 року дивізія була підпорядкована XXVII фельд-люфтгауптштурмбаннфюреру групи армій «Центр» у тиловому районі Східного фронту з командним пунктом на південь від Мінська. Там їй доручили командування зенітними частинами, розташованими в зоні відповідальності 6-го повітряного флоту. Станом на 1 січня 1944 року 23-тя зенітна дивізія мала у своєму підпорядкуванні такі полки:
- 31-й зенітний полк у районі Мінська,
- 101-й зенітний полк в районі Молодечно і
- 125-й зенітний полк в районі Пінськ-Ковель-Берестя.

23-тя зенітна дивізія та підпорядковані їй полки часто зазнавали організаційних змін. Вже 1 березня 1944 року 125-й зенітний полк забрали з дивізії та передали до іншого з'єднання. У червні 1944 року дивізія брала участь у наземних боях з радянськими частинами східніше Варшави. Вона діяла у складі 9-ї армії і мала у своєму складі 22 важкі батареї, 16 важких зенітних батарей, 16 батарей транспортування, спостереження та оповіщення, 14 середніх і легких батарей та 4 прожекторні батареї.
1 липня 1944 року з-під командування дивізії передали також 101-й зенітний полк, у результаті чого тільки 80-й зенітний полк залишився в розпорядженні дивізійного командування. Але незабаром дивізію посилили іншими частинами ППО. В ході ведення запеклих боїв на Східному фронті полки 23-ї зенітної дивізії зазнали великих втрат. Окремі частини дивізії ще 20 січня вели бої у фортеці Позен. 30 січня 1945 року командування 23-ю зенітною дивізією прийняв генерал-майор Курт Андерсен. Тим часом сили дивізії в ході наступу були передислоковані в район Шверіна. Наприкінці січня 1945 року їхній командний пункт був розташований у Віллігзее. Звідти штаб дивізії керував силами протиповітряної оборони в районі Нойзальц-Зеден, чисельність яких на початок лютого 1945 року зросла до 50 важких батарей, але лише з 10 середніми і легкими батареями та однією прожекторною батареєю. У цей час 23-я зенітна дивізія все ще була підпорядкована 9-й армії.
У лютому командний пункт штабу дивізії знову передислокували, цього разу до Бад-Зарова. Останній відомий статус дивізії на 16 квітня 1945 року був наступним:
- 7-й зенітний полк на захід від фортеці Франкфурт-на-Одері
- 23-й зенітний полк, район на південь від Еберсвальде
- 34-й зенітний полк Штраусберг-Вернойхен
- 35-й зенітний полк на схід від фортеці Франкфурт-на-Одері
- 53-й зенітний полк на захід від Зедена
- 140-й зенітний полк, район Бесков-Мюльрозе
- 182-й зенітний полк на захід від Кюстріна
- 85-й легкий зенітний дивізіон, район Мюнхберга

З розвалом Одерського фронту і знищенням 9-ї армії дивізія опинилася в Гальбському мішку, де була майже повністю розгромлена. Командним пунктом в останні дні війни був Деберіц. Подробиці про місцезнаходження штабу дивізії невідомі.

## Райони бойових дій
- Радянський Союз (центральний напрям) (жовтень 1943 — червень 1944)
- Польща (червень — грудень 1944)
- Німеччина (грудень 1944 — квітень 1945)

## Командування

### Командири
- оберст Ганс-Вільгельм Фіхтер (нім. Hans-Wilhelm Fichter) (10 жовтня 1943 — 20 серпня 1944)
- генерал-лейтенант, інженер Вальтер Катманн (нім. Walter Kathmann) (21 серпня — 20 жовтня 1944)
- оберст Оскар Форбугг (нім. Oskar Vorbrugg) (20 жовтня 1944 — 30 січня 1945)
- генерал-майор Курт Андерсен (30 січня — 28 квітня 1945)

### Підпорядкованість
| Час      | Корпус        | Командування/Флот   | Штаб               |
| -------- | ------------- | ------------------- | ------------------ |
| 1943     |               |                     |                    |
| 7 грудня | II корпус ППО | 6-й повітряний флот | Білорусь           |
| 1944     |               |                     |                    |
| 1 січня  | II корпус ППО | 6-й повітряний флот | Білорусь           |
| листопад | I корпус ППО  | 6-й повітряний флот | Східна Польща      |
| 1945     |               |                     |                    |
| 1 січня  | II корпус ППО | 6-й повітряний флот | Каліш/Шверін       |
| 25 січня | II корпус ППО | 6-й повітряний флот | Бранденбург/Берлін |

### Склад
| 1 січня 1944                          | 23 січня 1944                     | лютий 1944                        | 23 січня 1945       | лютий 1945                       | 26 квітня 1945                   |
| ------------------------------------- | --------------------------------- | --------------------------------- | ------------------- | -------------------------------- | -------------------------------- |
| —                                     | —                                 | —                                 | 7-й зенітний полк   | 7-й зенітний полк                | 7-й зенітний полк                |
| —                                     | 23-й моторизований зенітний полк  | 23-й моторизований зенітний полк  | —                   | 23-й моторизований зенітний полк | 23-й моторизований зенітний полк |
| 31-й зенітний полк                    | 31-й зенітний полк                | 31-й зенітний полк                | —                   | —                                | —                                |
| —                                     | —                                 | —                                 | —                   | 34-й зенітний полк               | 34-й зенітний полк               |
| —                                     | —                                 | —                                 | 35-й зенітний полк  | 35-й зенітний полк               | 35-й зенітний полк               |
| —                                     | —                                 | —                                 | 53-й зенітний полк  | 53-й зенітний полк               | 53-й зенітний полк               |
| —                                     | —                                 | —                                 | —                   | 85-й зенітний полк               | —                                |
| —                                     | 101-й моторизований зенітний полк | 101-й моторизований зенітний полк | —                   | —                                | —                                |
| 125-й моторизований зенітний полк     | —                                 | —                                 | —                   | —                                | —                                |
| —                                     | —                                 | —                                 | 140-й зенітний полк | 140-й зенітний полк              | —                                |
| —                                     | —                                 | —                                 | 182-й зенітний полк | 182-й зенітний полк              | 182-й зенітний полк              |
| 143-тя рота повітряного спостереження |                                   |                                   |                     |                                  |                                  |
| рота зв'язку                          |                                   |                                   |                     |                                  |                                  |